# Nifty 50
Der Standard & Poor’s CRISIL NSE Index 5, auch als S&P CNX Nifty, Nifty 50 oder einfach Nifty bezeichnet, ist der führende Aktienindex für die größten Unternehmen der Börse in Indien, welche an der National Stock Exchange of India notiert sind. 
Der Nifty enthält 50 Unternehmen aus 21 Wirtschaftssektoren Indiens. Er wird für verschiedenste Zwecke verwendet, wie das Benchmarking von Fonds, index-basierten Derivaten und Indexfonds.
Die Werte des Nifty repräsentierten am 31. Dezember 2009 rund 63 % der Free Float Marktkapitalisierung. Der S&P CNX Nifty wird professionell verwaltet.

## Geschichte
Der Nifty gehört und wird auch geführt von der India Index Services and Products Ltd. (IISL), welche ein Gemeinschaftsprojekt der NSE und CRISIL ist. IISL ist auch Indiens erstes Unternehmen, was sich auf einen Index als Hauptprodukt spezialisiert hat. Außerdem hat die IISL ein Marketing- und Lizenzabkommen mit  Standard & Poor’s, was dem Index seinen Namen verleiht.